# Левассор, Эмиль
Эми́ль Левассо́р (фр. Émile Levassor) (21 января 1843[…], Мароль-ан-Юрепуа — 14 апреля 1897, XIII округ Парижа) — французский инженер и автогонщик, один из пионеров автомобильной промышленности и автомобильных гонок во Франции.

## Биография
Инженерное образование получил в Центральной школе искусств и мануфактур (1861—1864). Совместно с Рене Панаром владел небольшой компанией «Панар-Левассор», занимавшейся изготовлением деревообрабатывающих станков. В 1889 году они купили у Готтлиба Даймлера лицензию на его двухцилиндровый двигатель внутреннего сгорания, а в 1890 году Панар и Левассор создали свой первый образец автомобиля.
Левассором впервые применена «классическая компоновка» автомобиля. Дотоле двигатель располагали под задним сиденьем поперечно (или, как Бенц, даже вертикально), что упрощало трансмиссию, но ухудшало условия охлаждения и сильно повышало центр тяжести автомобиля, снижая его устойчивость. С ростом скоростей это становилось неприемлемо. Левассор переместил двигатель и радиатор вперёд, расположив коленчатый вал вдоль продольной оси автомобиля. Для перемены передач применялись плоские ремни. Левассор заменил их коническим сцеплением и двухвальной шестерённой коробкой передач, от которой момент передавался на промежуточный поперечный вал с дифференциалом, и с концов этого вала на ведущие задние колёса при помощи роликовых цепей.

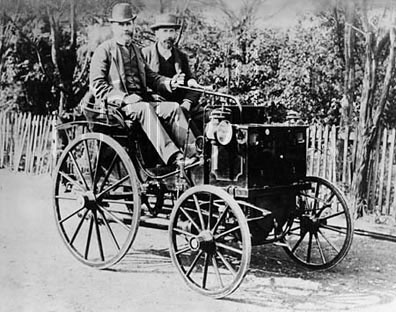
Автомобиль Panhard-Levassor, 1890—1895

В 1895 году Левассор выиграл автомобильные гонки (практически первые автомобильные соревнования на скорость) Париж — Бордо — Париж. Дистанцию в 1200 км он прошёл со средней скоростью 24,5 км/ч. Широко известна его фраза, сказанная после окончания гонок: «Это было безумие! Я делал до тридцати километров в час!», которая помещена на памятном знаке у места финиша гонки в Булонском лесу вместе с изображением гонщика.
В 1896 году в ходе гонки Париж — Марсель — Париж Левассор не справился с управлением, пытаясь избежать наезда на собаку (которая то ли выбежала на дорогу, то ли почудилась утомлённому водителю в темноте), врезался в дерево, попытался продолжить гонку, но не смог её завершить и в следующем году умер в Париже от последствий аварии.
Компания «Панар-Левассор» успешно работала на автомобильном рынке до 1965 года, пока не слилась с более сильной компанией «Ситроен».